# Takasaki
Takasaki (高崎市) és un municipi i ciutat del Japó situat a la prefectura de Gunma, a la regió de Kanto. Tot i no ser la capital de prefectura, es tracta del municipi més poblat d'aquesta.

## Geografia
El municipi de Takasaki es troba al sud-oest de la prefectura de Gunma, al nord de la plana de Kanto i limita amb els següents municipis: Maebashi, Annaka, Fujioka, Kanra, Shibukawa, Shintō, Tamamura, Naganohara i Higashiagatsuma, totes elles a la mateixa prefectura de Gunma i amb els municipis de Karuizawa, a Nagano i amb Kamisato, a Saitama.

## Història

### Cronologia
- 1889: Es crea el municipi de Takasaki, dins del districte de Gunma.
- 1900: El municipi de Takasaki es elevat a ciutat i deixa de pertànyer al districte de Gunma.
- 1927: S'integren dins de Takasaki els municipis de Tsukasawa i Kataoka.
- 1937: El municipi de Sano passa a formar part de Takasaki.
- 1951: Takasaki absorbeix el municipi de Rokugo.
- 1955: Els municipis de Shintakao, Nakamura, Yawata i Toyooka, tots ells del districte d'Ushi.
- 1956: Els municipis d'Orui i Sano, ambdós pertanyents al districte de Tano, passen a formar part de Takasaki.
- 1963: La ciutat celebra el seu 360é aniversari i s'integra en ella el municipi de Kuragano.
- 1965: L'antic municipi de Gunnan passa a formar part de Takasaki.
- 1987: Esdevenen els traumàtics fets del xiquet Yoshiaki Ogiwara, assassinat amb cinc anys.
- 2001: Takasaki es elevada al rang de ciutat especial.
- 2006: Els municipis de Gunma, Kurabuchi, Misato i Haruna, tots ells del districte de Gunma són annexats a la ciutat, fent això que el districte es dissolga al no tindre municipis. També es dissolgué a Takasaki l'antic municipi de Sinmachi.
- 2009: Takasaki absorbeix el municipi de Yoshii, pertanyent al districte de Tano.
- 2011: La ciutat de Takasaki es elevada al rang de ciutat núcli.

## Govern

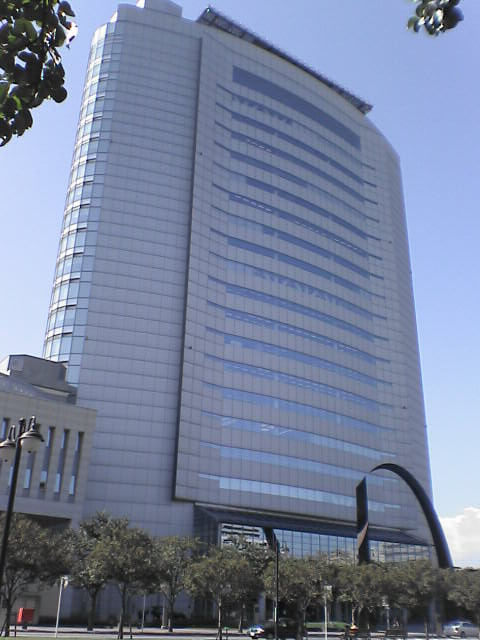
Edifici de l'ajuntament de Takasaki

### Assemblea municipal
La composició del ple municipal de Takasaki és la següent:
| Partit | Partit                    | Partit | Regidors |
| ------ | ------------------------- | ------ | -------- |
|        | Grup Nou Vent             | GNV    | 23 / 38  |
|        | Club Ciutadà              | CC     | 6 / 38   |
|        | Kōmeitō                   | KMT    | 5 / 38   |
|        | Partit Comunista del Japó | PCJ    | 2 / 38   |
|        | Independents              |        | 2 / 38   |
|        | Escons vacants            |        | 0 / 38   |

### Alcaldes
En aquesta taula només es reflecteixen els alcaldes democràtics, és a dir, des de l'any 1947.
| Període   | Alcalde          | Partit |
| --------- | ---------------- | ------ |
| 1947-1955 | Kōichi Kojima    | Ind    |
| 1955-1971 | Keizaburō Sumiya | Ind    |
| 1971-1987 | Kenji Numaga     | Ind    |
| 1987-2011 | Yukio Matsuura   | Ind    |
| 2011-     | Kenji Tomioka    | Ind    |

## Economia
A més de ser el municipi més poblat de la prefectura, Takasaki és un important núcli industrial regional. La ciutat també és una important comunitat dormitori de l'àrea metropolitana de Tòquio que tot i estar a quasi 100 quilòmetres de distància, és molt influent a l'hora de la població i la indústria. Algunes de les indústries amb seu a Takasaki són:
- CUSCO Japan
- Yamada Denki

## Transport

### Ferrocarril
- Companyia de Ferrocarrils del Japó Oriental (JR East)
  - Estació de Takasaki
  - Estació de Shinmachi
  - Estació de Kuragano
  - Estació de Kita-Takasaki
  - Estació de Takasakitonyamachi
  - Estació d'Ino
  - Estació de Gunma-Yawata

### Carretera
- Autopista Kan-Etsu
- Autopista Kita-Kantō
- Autopista Jōshin-etsu
- Carretera nacional japonesa 17
- Carretera nacional japonesa 18
- Carretera nacional japonesa 254
- Carretera nacional japonesa 354
- Carretera nacional japonesa 406

## Monuments i llocs destacats

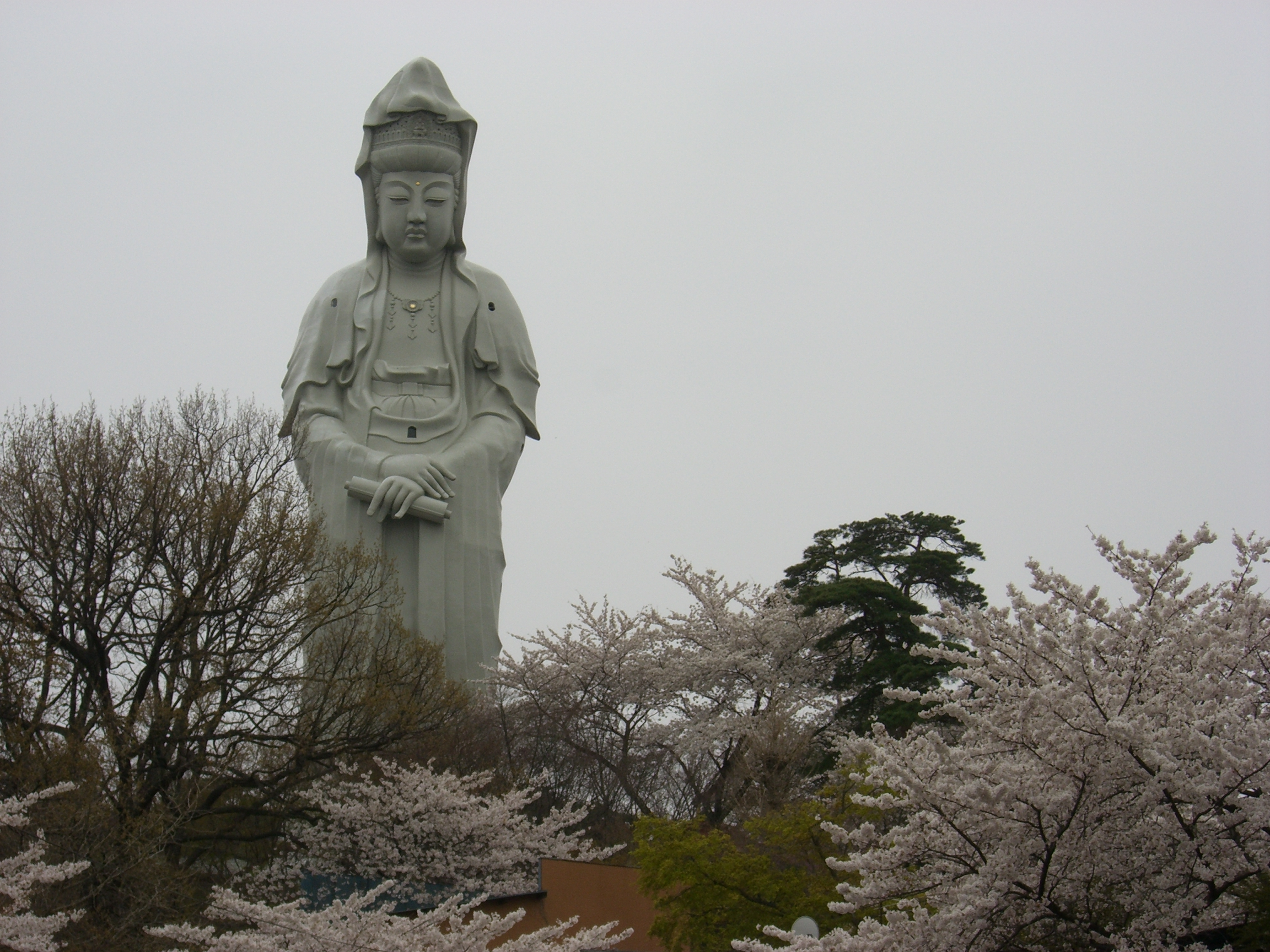
Estatua de Kannon a Takasaki

- Castell de Takasaki
- Mont Haruna
- Llac Haruna
- Santuari Haruna
- Castell de Minowa
- Museu d'Art Modern de Gunma
- Kannon gegant de Takasaki

## Ciutats agermanades
- Battle Creek, Michigan, EUA 1981
- Santo André, Estat de São Paulo, Brasil 1981
- Chengde, Hebei, RPX 1987
- Pilsen, regió de Pilsen, Txèquia 1990
- Muntinlupa, les Filipines 2006